# Vriesea amethystina
Vriesea amethystina là một loài thực vật nhiệt đới thuộc chi Vriesea.

## Hình ảnh

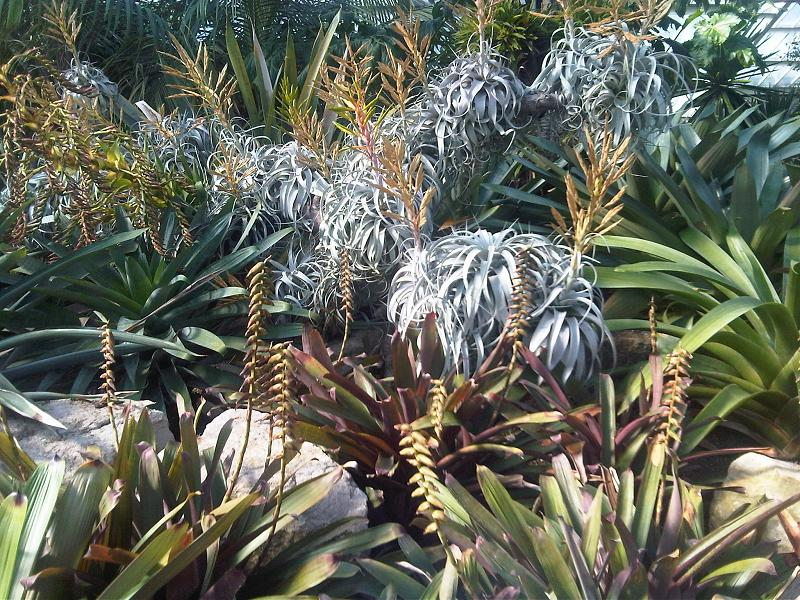
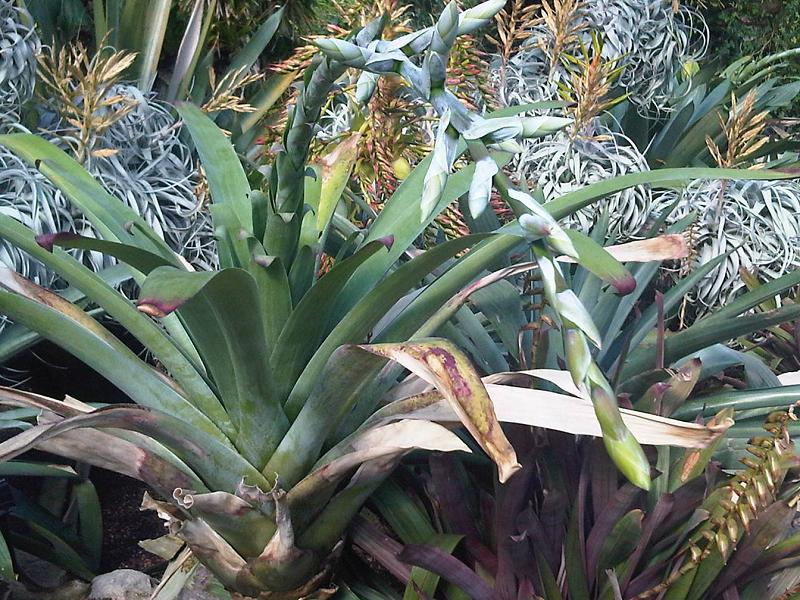

## Giống
- Vriesea 'Crousseana'
- Vriesea 'Gracilis'
- Vriesea 'Warmingii Minor'